# Paul Sambo
Paul Sambo es un actor y cineasta nigeriano de Kannywood y Nollywood.

## Biografía
Sambo nació en el Estado de Bauchi, Nigeria. Se casó con Lami Daniel en marzo de 2012. TheInfoNG informó que habían sido padres de una niña el 17 de septiembre de 2015. Sin embargo, se informó que mantenía una relación con la presentadora de televisión, Juliet Chidinma Mgborukwe.

## Carrera
En 2012, interpretó a "Mr. Brown" en la película romántica de Ikechukwu Onyeka, Mr. and Mrs. junto a Nse Ikpe Etim, Joseph Benjamin, Thelma Okoduwa, Paul Apel.
En 2014, se unió al elenco de la película Dry de Stephanie Okereke Linus.
En 2018, participó en la película de suspenso político de Kemi Adetiba, King of Boys, junto con Adesua Etomi, Sola Sobowale, Reminisce, Illbliss, Osas Ighodaro, Omoni Oboli, Akin Lewis.
Interpretó a Khalifa en la serie de televisión de suspenso político de Kenneth Gyang, Sons of the Caliphate.

## Filmografía
| Año    | Película                | Personaje | Notas                                  |
| ------ | ----------------------- | --------- | -------------------------------------- |
| 2020   | The Good Husband        |           |                                        |
| 2019   | Love Is Not Just Enough |           |                                        |
| 2018 - | Sons of the Caliphate   | Khalifa   | Serie de televisión, thriller político |
| 2018   | King of Boys            |           | Crimen, thriller político              |
| 2014   | Dry                     |           |                                        |
| 2012   | Mr. and Mrs.            | Mr. Brown |                                        |
| 2012   | Ebube                   |           |                                        |